# Майя Катрін Бонгофф
Майя Катрін Бонгофф (англ. Maya Kaathryn Bohnhoff; 1954, Каліфорнія) — американська письменниця.

## Біографія
Народилася 1954 року в Каліфорнії, США. Своє дитинство провела у Небрасці. Захопленням фантастикою завдячує Рею Бредбері та батькові, який у дитинстві показав їй науково-фантастичний фільм «День, коли Земля зупинилась».
Авторка більш ніж десяти книг у жанрі фантастики. Свою письменницьку кар'єру розпочала 1989 року, видавши розповідь «Зношене місто» (Hand-Me-Down-Town) на сторінках журналу «Аналог». Її дебютний роман — «Мері» — побачив світ 1992 року та був номінанований на премію журналу «Локус» у категорії «Найкращий дебютний роман». А 1999 року оповідання «Білий пес» (The White Dog) принесло письменниці номінацію на премію Британської наукової фантастики. Деякі свої книги Майя написала у співавторстві з Майклом Рівзом, серед яких: «Містер Світалок» (Mr. Twilight), «Бетмен: Страх, як він є» (Batman: Fear itself) та серія книг «Зоряні війни». 2007 року оповідання «О, Піонере» стало фіналістом номінації на премію «Кружний шлях». Свою коротку прозу друкувала на сторінках таких журналів як: «Analog», «Amazing Stories», «Century», «Interzone», «Paradox» тощо.
Окрім літературної творчості, займається й музичною діяльністю. Співає дуетом разом із своїм чоловіком Джеффом, пишучи оригінальні пісні та виконуючи пародії (фінк). Їхній гурт навіть став лауреатом премії «Пегас». Також вона є співзасновницею вебсайту Book View Café, який пропонує широкий спектр фантастичних книг.

## Особисте життя
Живе в Сан-Хосе та сповідує бахаїзм. Є матір'ю трьох дітей (Алекс, Крістін та Аманда).